# Travis Ewanyk

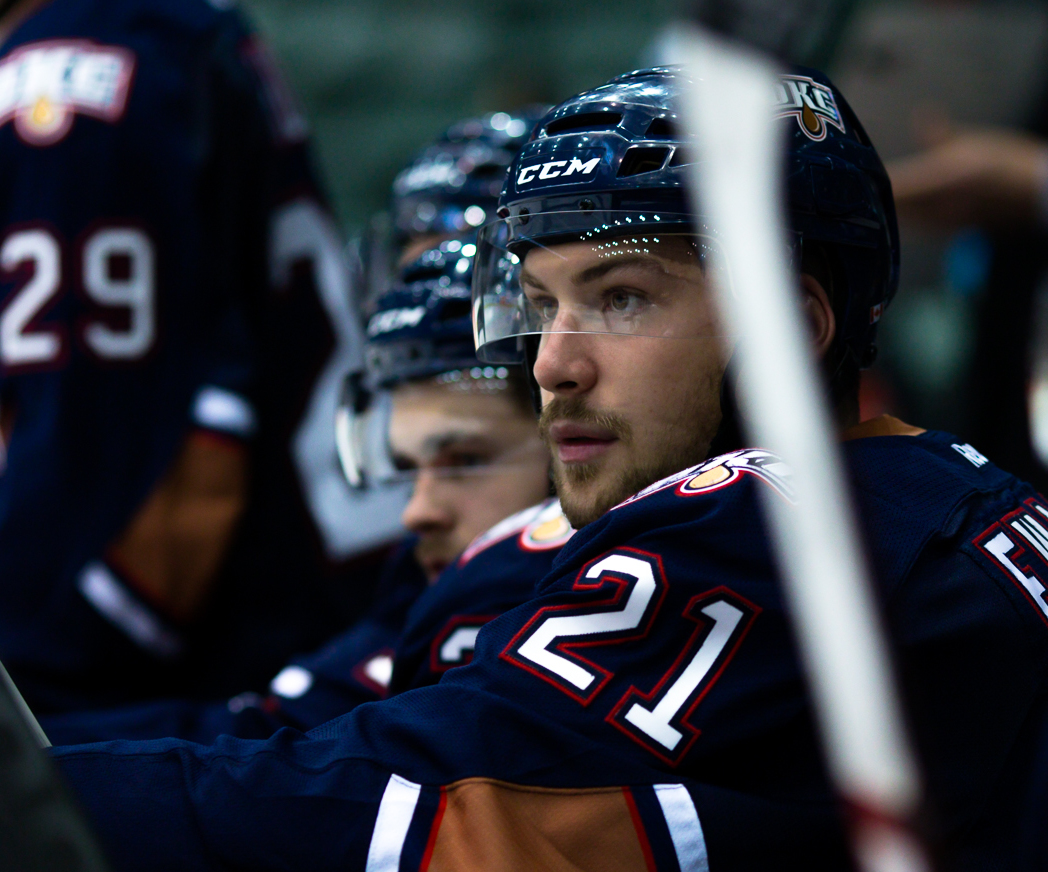
Travis Ewanyk

Travis Ewanyk, född 29 mars 1993 i St. Albert, Alberta, är en kanadensisk professionell ishockeyspelare (center) som spelar för Eispiraten Crimmitschau i tyska DEL2.